# Xgħajra Tornadoes
Der Xgħajra Tornadoes FC ist ein maltesischer Fußballverein aus der Gemeinde Xgħajra. Seit seiner Gründung 1994 spielte er zwei Spielzeiten in der höchsten maltesischen Spielklasse, der Maltese Premier League (1997/98 und 2000/01). Derzeit spielen die Xgħajra Tornadoes in der vierten Spielklasse (Maltese Third Division).